# 九七式七粍七固定機銃
九七式七粍七固定機銃（きゅうななしきななみりななこていきじゅう）は、大日本帝国海軍が開発、配備した航空用機関銃。主な採用としては九六式艦上戦闘機や、零式艦上戦闘機の胴体内に固定装備された。

## 概要

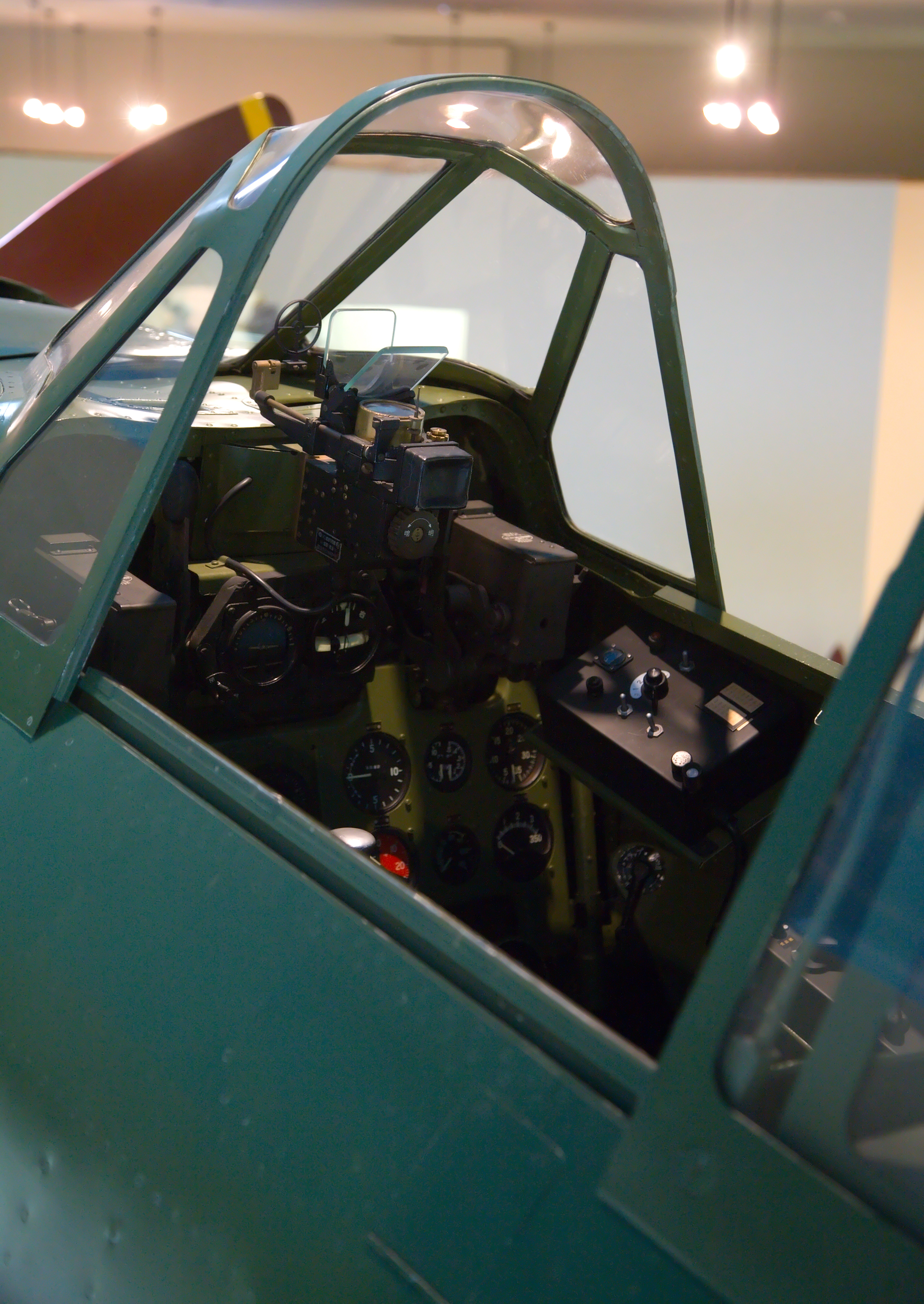
零戦五二型の操縦席写真。射爆照準器の左右に機銃の後尾が見える

日本が輸入したイギリスの複葉戦闘機に搭載されていた、ヴィッカーズE型 7.7 mm機関銃（Vickers Class E .303 inch aircraft machine gun）のライセンス生産版である、毘式七粍七固定機銃の改良型であり(毘式の派生型には、1型、2型、特2型、2型改2、3型改1、が存在し、昭和12年に、3型改1が九七式七.七粍固定機銃に改称された）、同じくヴィッカーズE型を原型とした陸軍の八九式固定機関銃とは、同口径であっても使用する弾薬が異なる。
弾道特性は優良であり、ベルト給弾であることから携行弾数も弾倉式に比べて多量であった。初期生産型の零戦では、20mm弾の携行数が片側の翼に弾倉式60発を収容したのと比較し、7.7mm弾(7.7mmx56R)は胴体内に700発を携行した。坂井三郎は20mm機銃と本銃を比較し、弾道特性と携行弾数に優れると評価している。砲口初速は745m/s、発射速度は900発毎分を発揮した。ただしプロペラ同調装置を介した場合は600発から700発毎分となった。高度5,000m、飛行速度555.6km/hで撃ち出された弾頭は以下の秒時で飛翔し、弾道が引力に引かれて下がっていった。
| 弾丸の射距離〔m〕 | 到達時間〔秒〕 | 低下量〔cm〕 |
| ----------------- | -------------- | ------------ |
| 100               | 0.140          | 6            |
| 200               | 0.235          | 26           |
| 300               | 0.364          | 61           |
| 400               | 0.500          | 114          |
| 500               | 0.645          | 185          |
| 600               | 0.800          | 279          |
| 700               | 0.965          | 398          |
| 800               | 1.142          | 545          |
| 900               | 1.331          | 725          |
| 1000              | 1.534          | 953          |

後継の固定機銃として、ブローニングM2重機関銃をコピーした三式十三粍固定機銃がある。

### 弾薬
弾薬の規格は7.7×56mmRで、旋回機銃の九二式七粍七旋回機銃と共通の弾薬を使用する。前述のように陸軍の7.7mmとは互換性が無かった。陸軍は八九式普通実包のように弾薬の事を実包と称したが、海軍は弾薬包と称した。また、陸軍のような「○○式」は付いていない。
- 普通弾薬包　普通弾[1]。
- 徹甲弾薬包　徹甲弾[1]。
- 曳跟弾薬包　曳光弾。曳跟剤0.98gを含む[1]。
- 焼夷弾薬包一型　焼夷弾。焼夷剤は黄燐で、弾頭に0.61g内蔵される[1]。
- 焼夷弾薬包二型　特殊焼夷弾。陸軍のマ101と同様の構造を持つ。第一焼夷剤（ヘキソーゲン・ペントリット）0.24g、第二焼夷剤（ヘキソーゲン・アルミニウム）0.26gを頭部に内蔵する[1]。実質的に榴弾である。

## 各型式
- 毘式七粍七固定機銃 一型
- 毘式七粍七固定機銃 二型
- 毘式七粍七固定機銃 特二型
輸入したヴィッカーズE機銃の後蓋を縦開きから横開きに改造したもの。
発射速度：900発/分　初速：745m/s[2]
- 毘式七粍七固定機銃 二型改二
輸入したヴィッカーズE機銃の給弾器、増速バネを改修したもの。
重量：12.8kg　発射速度：900発/分[2]
- 毘式七粍七固定機銃 三型改一
輸入したヴィッカーズE機銃の発火装置、その他各部を補強したもの。発射速度が若干増大。[2]
- 九七式七粍七固定機銃 三型改一
国産銃。毘式七粍七固定機銃三型改一と同じ。[2]
- 九七式七粍七固定機銃 三型改二
国産銃。給弾器を左右1個付け、左右どちらでも使用可能としている。また、銃口増速バネ用の冷却口を設けてある。[2]